# Classe Satsuma
La classe Satsuma (薩摩型戦艦?, Satsuma-gata senkan) era una coppia di corazzate semi-dreadnought costruite per la Marina Imperiale Giapponese (IJN) nel primo decennio del XX secolo. Furono le prime corazzate ad essere costruite in Giappone e segnarono una fase di transizione tra i progetti pre-dreadnought e quelli delle vere dreadnought. Non parteciparono a combattimenti durante la Prima Guerra Mondiale, sebbene la Satsuma guidò uno squadrone che occupò diverse colonie tedesche nell'Oceano Pacifico nel 1914. Entrambe le navi furono disarmate e destinate a diventare bersagli tra il 1922 e il 1924, in conformità con i termini del Trattato Navale di Washington del 1922.

## Storia

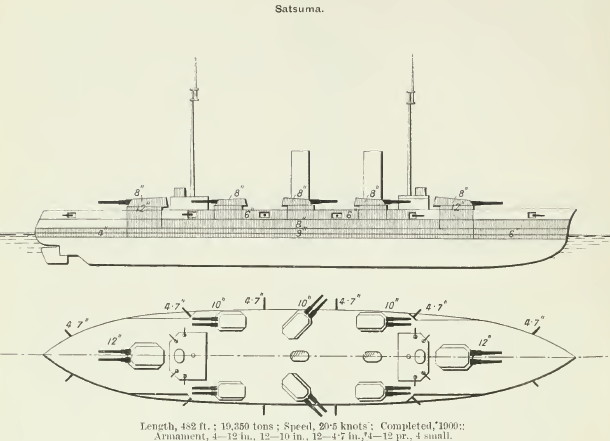
Disegno a tratteggio della corazzata Satsuma, tratto dal Brassey's Naval Annual del 1912. Simile alla Aki, ma con solo due fumaioli.

La classe Satsuma fu ordinata alla fine del 1904 nell'ambito del War Naval Supplementary Program, durante la guerra russo-giapponese. A differenza delle precedenti corazzate pre-dreadnought, le navi di classe Katori furono le prime corazzate ordinate dai cantieri navali giapponesi, nonostante la prima nave della classe, la Satsuma, utilizzasse molti componenti importati.
In origine erano destinate a montare una dozzina di cannoni da 12 pollici (305 mm) in quattro torrette gemelle e quattro torrette singole, ma la combinazione di una carenza di cannoni da 12 pollici di fabbricazione giapponese  e la loro spesa aggiuntiva hanno causato la riprogettazione delle navi per trasportare quattro cannoni da 12 pollici e dodici da 10 pollici (254 mm), tutti in torrette binate. L'armamento previsto per queste navi, stabilito prima della HMS Dreadnought, le avrebbe rese le prime corazzate al mondo "tutte di grosso calibro", se fossero state completate secondo il loro progetto originale.
Probabilmente riflettendo un'ampia assistenza tecnica britannica, le navi di classe Satsuma assomigliavano molto a una versione ingrandita della classe Lord Nelson con le torrette intermedie a cannone singolo a centro nave sostituite da torrette binate. Con il loro pesante armamento intermedio, le navi erano considerate semi-dreadnought, una fase di transizione tra le pre-dreadnought, con il loro armamento intermedio leggero, e le dreadnought equipaggiate esclusivamente con grandi cannoni.

## Descrizione
La costruzione della Aki fu ritardata poiché non poteva essere impostata finché lo scalo di alaggio, occupato dall'incrociatore corazzato Tsukuba, non fosse stato liberato. La Marina Imperiale colse l'opportunità fornita dal ritardo per modificare la nave per ospitare turbine a vapore e varie altre modifiche che generalmente ne aumentarono le dimensioni. Le modifiche furono così grandi che l'Aki è generalmente considerata una sorellastra della Satsuma. L'equipaggio variava da 800 a 940 ufficiali e soldati semplici.
La Satsuma aveva una lunghezza complessiva di 147 m, una larghezza di 25,5 m e un pescaggio normale di 8,4 m. Dislocava 19.683 tonnellate a carico normale. La Aki aveva 150 m di lunghezza complessiva, una larghezza di 25,5 m e lo stesso pescaggio della sua sorellastra. Dislocava però 20.400 tonnellate a carico normale.

### Propulsione
La Satsuma era alimentata da una coppia di motori a vapore verticali a tripla espansione, ciascuno dei quali azionava un albero di trasmissione, utilizzando il vapore generato da 20 caldaie a tubi d'acqua Miyabara alimentate con una miscela di carbone e olio combustibile. I motori avevano una potenza nominale complessiva indicata di 17.300 cavalli vapore (ihp) (12,900 kW) e sono stati progettati per raggiungere una velocità massima di 18,25 nodi (33,80 km/h). Durante le prove in mare la nave ha raggiunto 18,95 nodi (35,10 km/h) con 18 507 ihp (13 801 kW). La Satsuma trasportava un massimo di 2.910 tonnellate di carbone e 383 tonnellate di petrolio che le permettono di navigare per 9 100 miglia nautiche (16 900 km)   ad una velocità di 10 nodi (19 km/h). A differenza della sua sorellastra, aveva solo due fumaioli.
L'Aki avrebbe dovuto utilizzare lo stesso tipo di motori di sua sorella, ma la Marina Imperiale decise di equipaggiarla con una coppia di turbine a vapore Curtiss dopo il suo varo nel 1907. Le turbine alimentavano ciascuna un albero dell'elica utilizzando il vapore di 15 caldaie Miyabara. Le turbine erano valutate a un totale di 24 000 cavalli vapore all'albero di trasmissione (18 000 kW) per una velocità di prevista di 20 nodi (37 km/h). La nave raggiunse una velocità massima di 20,25 nodi (37,50 km/h) durante le sue prove in mare con 27 740 shp (20 690 kW). Trasportava un massimo di 3.000 tonnellate di carbone e 175 tonnellate di petrolio, che le fornivano la stessa autonomia della sua sorellastra.

### Armamento
Le navi furono completate con quattro cannoni EOC da 12 pollici calibro 45 in due torrette, una a prua e una a poppa della sovrastruttura. Sparavano proiettili perforanti (AP) da 386 kg ad una velocità iniziale di 850 m/s;  permettendo una portata massima di 22 km. L'armamento intermedio era molto più numeroso rispetto alla precedente classe Katori, con sei torrette binate, equipaggiate con cannoni da 152 mm /45 Type 41, tre per lato della sovrastruttura. Utilizzavano proiettili da 227 kg, capaci di raggiungere una velocità massima iniziale di 825 m/s.
L'altra grande differenza tra le due navi era che l'armamento secondario della Aki consisteva in otto cannoni da 152 mm /45 Type 41, montati in casematte sui lati dello scafo. I cannoni sparavano proiettili AP da 45 kg ad una velocità iniziale di 825 m/s. La Satsuma, al contrario, era equipaggiata con una dozzina di cannoni QF da 4,7 pollici Mk I–IV, montati in casematte sui lati dello scafo. I cannoni sparavano proiettili da 20 kg ad una velocità iniziale di 660 m/s.
Le navi erano inoltre equipaggiate con quattro (la Satsuma) o otto (l'Aki) cannoni QF da 12 libbre 12 cwt e quattro cannoni da 76 mm Type 3. Entrambi questi cannoni sparavano proiettili da 5,67 kg con velocità iniziali rispettivamente di 700 m/s e 450 m/s. Inoltre, le corazzate erano dotate di cinque tubi lanciasiluri sommersi da 457 mm, due su ogni fiancata e uno a poppa.

### Corazzatura
La cintura principale della linea di galleggiamento delle navi di classe Satsuma era costituita da un'armatura cementata Krupp con uno spessore massimo di 229 mm a centro nave, riducendosi fino a uno spessore di 102 mm alle estremità della nave. Una corazzatura da 152 mm proteggeva le casematte. Le barbette per i cannoni principali variavano tra i 180 e i 240 mm di spessore. L'armatura delle torrette principali della Satsuma aveva uno spessore massimo di 203 mm, mentre quella di Aki erana più spessa di 25,4 mm. L'armatura del ponte era tra i 51 e i 76 mm di spessore e la torre di comando era protetta da 152,4 mm di armatura.

## Navi
| Nave    | Costruttore                 | Impostazione   | Varo             | Completamento | Destino finale                                    |
| ------- | --------------------------- | -------------- | ---------------- | ------------- | ------------------------------------------------- |
| Satsuma | Arsenale navale di Yokosuka | 15 maggio 1905 | 15 novembre 1906 | 25 marzo 1910 | Affondata come nave bersaglio il 7 settembre 1924 |
| Aki     | Arsenale navale di Kure     | 15 marzo 1906  | 15 aprile 1907   | 11 marzo 1911 | Affondata come nave bersaglio il 2 settembre 1924 |

## Servizio
Il completamento della corazzata britannica HMS Dreadnought, con il suo armamento completo di cannoni di grosso calibro e le turbine a vapore, fece sì che queste navi diventassero obsolete ancor prima di essere completate. La Marina Imperiale Giapponese riconobbe questo fatto e non le incluse quando elaborò la prima iterazione del suo piano di costruzione flotta otto-otto, con otto corazzate di prima classe e otto incrociatori da battaglia, nel 1910.
L'Aki era in fase di ristrutturazione a Kure e la Satsuma fu assegnata al 1° Squadrone di Corazzate quando iniziò la Prima Guerra Mondiale nell'agosto del 1914. Quest'ultima servì come nave ammiraglia del contrammiraglio Tatsuo Matsumura nel Secondo Squadrone dei Mari del Sud mentre conquistava i possedimenti tedeschi delle Isole Caroline e Palau nell'ottobre del 1914. La Satsuma si riunì al 1° Squadrone di Corazzate nel 1915, fu ristrutturata nell'Arsenale Navale di Sasebo nel 1916 e servì con il 1° Squadrone per il resto della guerra. Anche l'Aki fu assegnata al 1° Squadrone al completamento della sua ristrutturazione e vi rimase fino a quando non fu trasferita al 2° Squadrone di Corazzate nel 1918.
Negli anni immediatamente successivi alla fine della guerra, Stati Uniti, Gran Bretagna e Giappone avviarono enormi programmi di costruzione navale. Tutti e tre i paesi decisero che una nuova corsa agli armamenti navali sarebbe stata sconsigliata e convocarono la Conferenza Navale di Washington per discutere le limitazioni degli armamenti, producendo il Trattato Navale di Washington, firmato nel febbraio del 1922. Il Giappone aveva ben superato i limiti di tonnellaggio e tutte le sue obsolete corazzate pre-dreadnought e semi-dreadnought dovettero essere dismesse entro la fine del 1924. Entrambe le navi furono disarmate a Yokosuka nel 1922, cancellate dalla Navy List nel corso del 1923 e convertite in navi bersaglio. L'Aki fu affondata dall'incrociatore da battaglia Kongo e dalla corazzata Hyuga nella baia di Tokyo il 2 settembre 1924; la Satsuma fu affondata dalle corazzate Nagato e Mutsu cinque giorni dopo nella stessa area.